# Идеальные незнакомцы (фильм)
«Идеальные незнакомцы» (итал. Perfetti sconosciuti) — итальянский драматическо-комедийный фильм режиссёра Паоло Дженовезе. Премьера в Италии состоялась 11 февраля 2016 года. Был номинирован на национальную кинопремию Италии «Давид ди Донателло» в 8 категориях и получил эту награду за лучший фильм и за лучший сценарий.

## Сюжет
Семеро закадычных друзей собираются на ужин. В ходе застольной беседы хозяйка вечера — психоаналитик Ева — предлагает сыграть в игру: зачитывать вслух все приходящие SMS и сообщения в социальных сетях, а звонки ставить на громкую связь. Постепенно игра принимает более резкие и мрачные обороты, когда начинают открываться тайны её участников.
Когда гости выходят из квартиры, они ведут себя так, как будто ничего плохого не произошло. Все их отношения те же, как в начале вечера. Игра так и не состоялась. Весь фильм представляет собой сценарий «а что, если» — как будто лунное затмение перенесло их в параллельную реальность. И всем остаётся лишь задуматься над вопросом, какая реальность предпочтительнее — воображаемая, в которой суровая правда разрушает жизни друзей, или реальность, в которой жизнь продолжается, скрытая обманом.

## В ролях
- Джузеппе Баттистон — Пеппе
- Анна Фольетта — Карлотта
- Марко Джаллини — Рокко
- Эдоардо Лео — Козимо
- Валерио Мастандреа — Леле
- Альба Рорвахер — Бьянка
- Кася Смутняк — Ева
- Бенедетта Поркароли — София
- Элизабетта Де Пало — Нонна
- Томмазо Татафьоре — Бруно
- Ноэми Паготто — Роза

## Награды и номинации
- 2016 — две премии «Давид ди Донателло» за лучший фильм (Паоло Дженовезе) и лучший сценарий (Филиппо Болонья, Паоло Костелла, Паоло Дженовезе, Паола Маммини, Роландо Равелло), а также 6 номинаций: лучший режиссёр (Паоло Дженовезе), лучший актёр (Марко Джаллини и Валерио Мастандреа), лучшая актриса (Анна Фольетта), лучший монтаж (Консуэло Катуччи), лучший звук (Умберто Монтесанти).
- 2016 — три премии «Серебряная лента»: специальная премия, лучшая комедия (Паоло Дженовезе), лучшая песня («Perfetti sconosciuti»). Кроме того, лента получила три номинации: лучший продюсер (Марко Беларди), лучший сценарий (Филиппо Болонья, Паоло Костелла, Паоло Дженовезе, Паола Маммини, Роландо Равелло), лучший монтаж (Консуэло Катуччи).
- 2016 — приз за лучший сценарий (Филиппо Болонья, Паоло Костелла, Паоло Дженовезе, Паола Маммини, Роландо Равелло) на Каирском кинофестивале и кинофестивале Трайбека.
- 2016 — приз зрительских симпатий на Вильнюсском и Норвежском кинофестивалях.

## Ремейки
Итальянский фильм «Идеальные незнакомцы» держит рекорд по количеству ремейков — 24 адаптации, выпущенные в разных странах мира, за исключением англоязычных.
- Идеальные незнакомцы (Τέλειοι ξένοι), 2016; Греция.
- Идеальные незнакомцы (Perfectos desconocidos), 2017; Испания.
- Незнакомцы рядом (Cebimdeki Yabancı), 2018; Турция[5].
- Игра (Le Jeu), 2018; Франция.
- Близкие незнакомцы (Intimate Strangers), 2018; Южная Корея[6].
- С Новым годом! (BÚÉK), 2018; Венгрия[7].
- Идеальные незнакомцы (Perfectos desconocidos), 2018; Мексика.
- Убить мобильник (来电狂响), 2018; Китаи.
- Громкая связь, 2019; Россия[8].
- Абонент неизвестен (Անհայտ բաժանորդ), 2019; Армения.
- (Не)знакомые ((Nie)znajomi), 2019; Польша.
- Идеальный секрет (Das perfekte Geheimnis), 2019; Германия.
- Белая вечеринка (Tiệc trăng máu), 2020; Вьетнам.
- Серьёзные темы: Загляни в свой смартфон (おとなの事情 スマホをのぞいたら), 2021; Япония.
- Знаем, не знаем (Známi neznámi), 2021; Словакия, Чехия.
- Абсолютные незнакомцы (Complet necunoscuți), 2021; Румыния.
- Всё на стол (Alles op tafel), 2021; Нидерланды.
- Идеальные незнакомцы (זרים מושלמים), 2021; Израиль.
- Идеальные незнакомцы (Perfect Strangers), 2022; Египет, Ливан, Объединенные Арабские Эмираты.
- Полное покрытие (Full dekning), 2022; Норвегия.
- Идеальные незнакомцы (Perfect Strangers), 2022; Индонезия.
- Идеальные незнакомцы (Geri dönənlər), 2022; Азербайджан.
- Игра (Wild Game), 2023; Исландия.
- Хюгге! (Hygge!), 2023; Дания, Исландия[9].
- Khel Khel Mein, 2024; Индия[10].

Другие адаптации:
- Громкая связь (Loudspeaker) 2018; Индия[11].
- Двенадцатый (12th Man) 2022; Индия.
- 1001 Нунакал (1001 Nunakal) 2022; Индия[12].
- Ring Ring 2025; Индия[13].